# Kepler-116c
Kepler-116c es un planeta extrasolar que forma parte de un sistema planetario formado por al menos dos planetas. Orbita la estrella denominada Kepler-116. Fue descubierto en el año 2014 por telescopio Kepler por medio de tránsito astronómico.